# Синтаксис AT&T
Синтаксис AT&T або AT&T-синтаксис — один з форматів запису мнемоніки інструкцій процесора.

## Особливості
Відмінності AT&T-асемблера (gas) від Intel-асемблера (MASM, TASM, FASM, NASM):
- Коментар починається зі знака "#", а не ";"; у свою чергу знак ";" відокремлює команди і дозволяє записувати декілька команд в одному рядку.
- Відсутність префікса операнда вказує на адресу в пам'яті; тому movl foo,%eax поміщає адресу змінної foo в регістр %eax, а movl $foo,%eax поміщає в %eax вміст змінної foo.
- Назви регістрів починаються зі знака %, тобто %eax, %dl, замість eax, dl тощо. Це дозволяє включати в код зовнішні змінні C, не побоюючись помилок і не використовуючи префіксів з підкресленнями (_). Наприклад:

%eax, %ebx, %ecx, %edx
- Розмір операнда визначається суфіксом інструкції. Суфікси:
  - b (від byte) — операнди розміром 1 байт
  - w (від word)— операнди розміром 1 слово (2 байти)
  - l (від long) — операнди розміром 4 байти
  - q (від quad) — операнди розміром 8 байт
  - t (від ten) — операнди розміром 10 байт
  - o (від octo) — операнди розміром 16 байт

```
 
movb
 
%al
,
%ah

 
movw
 
%ax
,
%bx

 
movl
 
%ebx
,
%eax

```

- Порядок операндів — спочатку джерело, потім приймач, а не навпаки, як в синтаксисі Intel. Наприклад:

```
mov eax,ebx (Intel)
movl %ebx,%eax (AT&T)
```

- числові константи мають таку форму запису

```
20h (Intel)
$0x20 (AT&T, знак "долар" на початку)
```

```
mov ebx, 10h (Intel)
movl $0x10,%ebx (AT&T)
```

- для запису/зчитування значення з певної адреси в регістр знак долара відсутній

```
movl 0xffff,%eax
```

- сегмент.зміщення (тільки в реальному режимі) :

```
00:0FFh (Intel)
00.$0xFF (AT&T)
```

- регістр.зміщення :

```
es:[bx+0x1a] (Intel)
%es.0x1a(%bx) (AT&T)
```

Вказівки на індексні методи адресації відрізняються тим, що використовуються круглі, а не квадратні дужки:
```
sub eax,[ebx+ecx*4h-20h] (Intel)
subl -0x20(%ebx,%ecx,0x4),%eax (AT&T) # відняти від EAX значення (ECX * 4) + EBX - 32
```

Відрізняються мнемоніки деяких команд (наприклад, cdq називається cltd в AT&T).
Відрізняються команди асемблера (такі, як оголошення констант, резервування місця).